# Masashi Ōguro
 Masashi Ōguro (jap. 大黒 将志 Ōguro Masashi; * 4. Mai 1980 in Toyonaka, Osaka) ist ein japanischer ehemaliger Fußballspieler. Er spielte auf der Position eines Stürmers und gehörte zum Kader der Japanischen Fußballnationalmannschaft für die Fußball-Weltmeisterschaft 2006 in Deutschland.

## Vereine
Masashi Ōguro startete seine Karriere in seiner Heimatstadt bei Gamba Osaka, hier kam er anfangs selten zum Einsatz. In der Saison 2001 spielte er für Consadole Sapporo doch auch hier kam er nicht häufiger zum Einsatz. Zur Saison 2002 kehrte er zu Gamba Osaka zurück. In der Saison 2003 gelang ihm erstmals der Sprung in die Stammformation, hier konnte er sich auch die folgenden zwei Saisons behaupten. In seiner vorerst letzten Spielzeit in Japan konnte er mit Gamba Osaka die Meisterschaft gewinnen. In der Winterpause der Saison 2005/06 wechselte der Japaner erstmals ins Ausland, zu Grenoble Foot 38 in die Ligue 2, wo er regelmäßig zum Einsatz kam. Während der Hinrunde der Saison 2006/07 wechselte er allerdings zum italienischen Erstligisten FC Turin in die Serie A.
- Gamba Osaka J. League 1999  11 Spiele – 0 Tore
- Gamba Osaka J. League 2000  7 Spiele – 1 Tor
- Consadole Sapporo J. League 2001 4 Spiele – 0 Tore
- Gamba Osaka J. League 2002  6 Spiele – 1 Tore
- Gamba Osaka J. League 2003  26 Spiele – 10 Tore
- Gamba Osaka J. League 2004 30 Spiele – 20 Tore
- Gamba Osaka J. League 2005  31 Spiele – 16 Tore
- Grenoble Foot 38 Ligue 2 2005/06 17 Spiele – 5 Tore
- Grenoble Foot 38 Ligue 2 2006/07 2 Spiele – 1 Tor
- FC Turin Serie A 2006/07

## Zusammenfassung
- J. League 115 Spiele – 48 Tore
- Ligue 2 19 Spiele – 6 Tore

Gesamt: 134 Spiele – 54 Tore

## Nationalmannschaft
Masashi Ōguro gehörte bereits beim Konföderationen-Pokal 2005 zum Kader der japanischen Mannschaft. Bei diesem Turnier kam er bei allen drei Spielen als Joker zum Einsatz und erzielte dabei zwei Tore. Damit war er zudem der erfolgreichste Torschütze seines Teams.
Statistiken:
- Japanische Fußballnationalmannschaft 2005 7 Spiele – 5 Tore
- Fußball-Weltmeisterschaft 2006 3 Spiele – 0 Tore

## Erfolge
Gamba Osaka
- J1 League: 2005

## Auszeichnungen
- J2 League: Torschützenkönig 2014